# 한국산악자전거협회
한국산악자전거협회는 산악 자전거 타기를 홍보하고, 동호인 대회를 열어 우수 선수를 발굴 육성하는 대한민국의 단체이다.

## 조직
회장과 이사회로 구성되어 있다.

## 하는 일
- 산악 자전거 타기 교육 홍보
- 산악 자전거 동호회 조직, 대회 운영
- 산악 자전거 선수 발굴 육성

## 연혁
- 1992년 7월 7일 전국 MTB 연합회 창설
- 1995년 1월 한국 산악 자전거 협회로 이름 바꿈
- 2000년 사무국 신설